# Athripsodes verai
Athripsodes verai là một loài Trichoptera trong họ Leptoceridae. Chúng phân bố ở miền Cổ bắc.